# Тёрнер, Тайлер
Тайлер Тёрнер (англ. Tyler Turner; род. 26 августа 1988 года, Саскатун, Саскачеван, Канада) — канадский спортсмен-паралимпиец, соревнующийся в сноуборде. Чемпион зимних Паралимпийских игр 2022 года в Пекине.

## Биография
На зимних Паралимпийских играх 2022 в Пекине 7 марта Тайлер Тёрнер завоевал золотую медаль в сноуборд-кроссе (категория SB-LL1), опередив в большом финале соревнований американца Майка Шульца, китайца У Чжунвэя и нидерландца Криса Воса. 11 марта завоевал бронзу в слаломе, уступив У Чжунвэю и Крису Восу.